# Praesens
Praesens (du latin : présent) est un collectif d'artistes visuels et d'architectes d'avant-garde polonais actif dans les années 1926-1930, fondé à la suite de la dissolution de Blok (collectif d'avant-garde) (en).

## Description

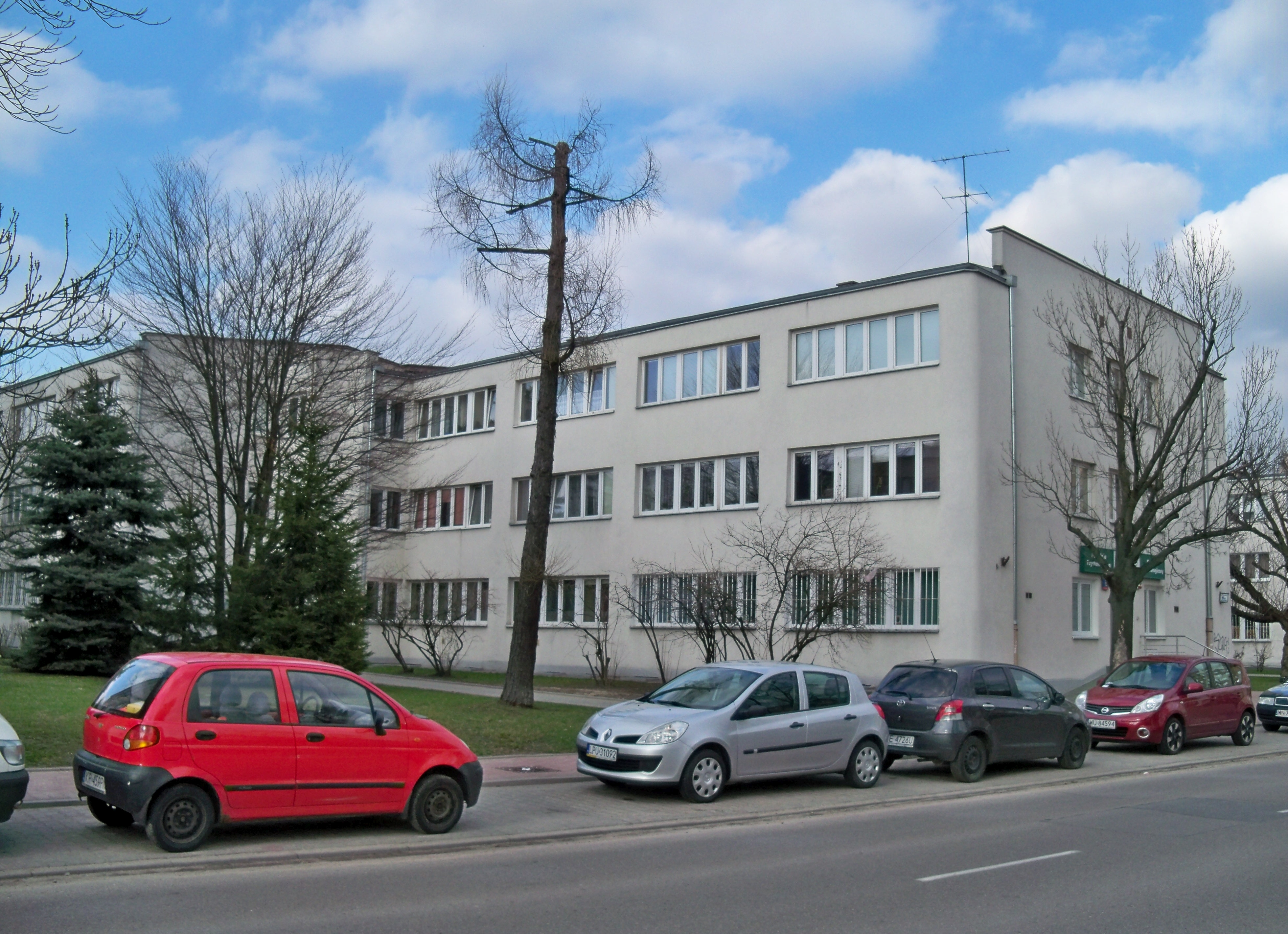
L'un des bâtiments constituant la coopérative d'habitation WSM Rakowiec à Varsovie, conçue par les membres de Praesens en 1936.

Le collectif Praesens est fondé par des architectes issus de l'Université de technologie de Varsovie et des artistes visuels d'avant-garde auparavant associés à Blok. En 1928, Praesens représente la Pologne au Congrès International d'Architecture Moderne (CIAM).
En architecture, les membres de Praesens  cherchent à créer des logements abordables grâce à une architecture fonctionnelle. Les idées soutenues par les membres de Praesens partagent de nombreuses similitudes avec celles des artistes associés au Bauhaus de Weimar, au mouvement De Stijl néerlandais et au Vkhutemas de Moscou. Parmi les projets réalisés, les architectes de Praesens conçoivent la coopérative d'habitation de Varsovie dans le quartier de Rakowiec, achevée en 1936.
Les architectes Barbara Brukalska et Stanisław Brukalski, Bohdan Lachert, Szymon et Helena Syrkus, Józef Szanajca et Józef Malinowski, ainsi que les artistes Władysław Strzemiński, Katarzyna Kobro, Henryk Stażewski, Aleksander Rafałowski, Maria Łucja Nicz-Borowiakowa, Jan. Golus, Karol Kryński, Romuald Kamil Witkowski et Kazimierz Podsadecki font partie du collectif Praesens. 
Trois de ses membres, Władysław Strzemiński, Katarzyna Kobro et Henryk Stażewski, fondent le a.r. group (pl) en 1929.